# Rudgea stenophylla
Rudgea stenophylla är en måreväxtart som först beskrevs av Kurt Krause, och fick sitt nu gällande namn av Paul Carpenter Standley. Rudgea stenophylla ingår i släktet Rudgea och familjen måreväxter. IUCN kategoriserar arten globalt som sårbar. Inga underarter finns listade i Catalogue of Life.